# Pseudovanilla
Pseudovanilla é um género botânico pertencente à família das orquídeas (Orchidaceae). É composto por oito espécies, quase sempre endêmicas de áreas restritas, distribuídas pela Australásia e Pacífico, vivendo em florestas densas e úmidas, normalmente em locais onde há muitas plantas em decadência e abundante material orgânico. Esta preferência é decorrente do fato de viverem em intima associação com o fungo micorriza. São plantas pertencentes a uma tribo em que a ausência de clorofila é comum. Apesar de as Pseudovanilla apresentarem clorofila, esta é em baixa quantidade e possivelmente plantas juvenis, que são de cor alaranjada, apresentam níveis quase inexistentes dessa substância. As espécies deste gênero não possuem folhas verdadeiras, em algumas espécies substituídas por grandes brácteas foliares ocasionais. São plantas trepadeiras com grossas raízes aéreas. A inflorescência é paniculada e pode comportar até 150 flores verdes ou amarelas. Suas sementes são exatamente iguais às de Galeola e Erythrorchis. Não há usos conhecidos para estas plantas. Por não serem plantas plenamente fotossintéticas o cultivo doméstico é muito complicado. A espécie tipo deste gênero é a Ledgeria foliata F.Muell., originalmente descrita em 1861, hoje classificada como Pseudovanilla foliata.  Até 1986, quando foi proposta a criação deste gênero, todas as espécies eram classificadas nos gêneros Galeola ou Vanilla.

## Espécies
1. Pseudovanilla affinis (J.J.Sm.) Garay, Bot. Mus. Leafl. 30: 235 (1986).
2. Pseudovanilla anomala (Ames & L.O.Williams) Garay, Bot. Mus. Leafl. 30: 235 (1986).
3. Pseudovanilla foliata (F.Muell.) Garay, Bot. Mus. Leafl. 30: 235 (1986).
4. Pseudovanilla gracilis (Schltr.) Garay, Bot. Mus. Leafl. 30: 235 (1986).
5. Pseudovanilla philippinensis (Ames) Garay, Bot. Mus. Leafl. 30: 235 (1986).
6. Pseudovanilla ponapensis (Kaneh. & Yamam.) Garay, Bot. Mus. Leafl. 30: 235 (1986).
7. Pseudovanilla ternatensis (J.J.Sm.) Garay, Bot. Mus. Leafl. 30: 236 (1986).
8. Pseudovanilla vanilloides (Schltr.) Garay, Bot. Mus. Leafl. 30: 236 (1986).